# Ruakaka (fleuve)
Pour l’article homonyme, voir Ruakaka.
Le fleuve Ruakaka  (en anglais : Ruakaka River) est un cours d’eau de la région du  Northland dans l’Île du Nord de la Nouvelle-Zélande.

## Géographie
Il s’écoule vers le nord avant de tourner à l’est et finalement au sud avant d’atteindre la mer au niveau de la ville de Ruakaka sur les bords de la Baie des Daurades.